# Giuseppe Goracci
Giuseppe Goracci (Spoleto, 3 marzo 1917 – Hyères, 13 giugno 1940) è stato un militare e aviatore italiano, decorato di Medaglia d'oro al valor militare alla memoria nel corso della seconda guerra mondiale.

## Biografia
Nacque a Spoleto, provincia di Perugia, il 3 marzo 1917. Nel settembre 1935 si arruolò volontario nella Regia Aeronautica, assegnato dapprima alla Scuola di volo di Torino-Caselle e poi a quella di volo per plurimotori di Grottaglie, dove nell'aprile 1936 ottenne la nomina a primo aviere pilota.  Passato in forza al 13º Stormo Bombardamento Terrestre di stanza a Lonate Pozzolo, nell'agosto 1937 fu promosso sergente pilota, e nell'ottobre 1938 sergente maggiore. All'atto della dichiarazione di guerra da parte del Regno d'Italia a Francia e Gran Bretagna, avvenuta il 10 giugno 1940, il suo reparto, la 3ª Squadriglia, 43º Gruppo, del 13º Stormo B.T, di stanza sull'aeroporto di Novara-Cameri ed equipaggiato con i bombardieri Fiat B.R.20 Cicogna, iniziò subito le operazioni sul fronte occidentale. Il 13 giugno partecipò, come secondo pilota, ad una azione di bombardamento condotta da 19 B.R.20 contro il porto di Tolone.
La formazione italiana venne attaccata da 3 caccia Dewoitine D.520 del CC.III/6 guidati dall'adjutant Pierre Le Gloan. I caccia francesi colpirono il suo aereo, ferendo quasi tutti i membri dell'equipaggio. Si lanciarono col paracadute il primo pilota tenente Sammartano, che scese in mare e non fu più recuperato, il primo aviere Vannuzzo, il sergente motorista Costa, poi deceduto per le gravi ferite riportate, e il primo aviere Mangiarotti. Goracci si mise ai comandi del velivolo per dare il tempo ai compagni di lanciarsi, e poi abbandonò l'aeroplano in fiamme lanciandosi anch'egli con il paracadute. Il primo aviere Mangiarotti fu fatto segno da colpi di arma da fuoco mentre scendeva a terra col paracadute, e rimase ucciso, mentre più fortunato fu l'aviere Vannuzzo che scese dentro un giardino privato e fu salvato dal linciaggio da una coraggiosa signora che lo protesse fino all'arrivo dei gendarmi. Quando Goracci toccò terra fu immediatamente circondato da una folla di esagitati e ucciso a colpi di remo. Per onorarne la memoria fu decretata la concessione della Medaglia d'oro al valor militare.

### Fonti
1. 1 2 3  Ufficio Storico Stato Maggiore dell'Aeronautica 1969, p. 187.
2. 1 2  Combattenti Liberazione.
3. ↑  Aviatori italiani vol.1, gennaio-febbraio 2009, p. 4.
4. ↑  Aviatori italiani vol.1, gennaio-febbraio 2009, p. 5.
5. 1 2 3 4 5 6 7  Aviatori italiani vol.1, gennaio-febbraio 2009, p. 6.
6. ↑  Sito web del Quirinale: dettaglio decorato.
7. ↑  Bollettino Ufficiale 1940 disp.41, pag.1437.